# Acallis alticolalis
Acallis alticolalis är en fjärilsart som beskrevs av Dyar 1910. Acallis alticolalis ingår i släktet Acallis och familjen mott. Inga underarter finns listade i Catalogue of Life.